# Lotyšská fotbalová reprezentace
Lotyšská fotbalová reprezentace reprezentuje Lotyšsko na mezinárodních fotbalových akcích, jako je mistrovství světa nebo mistrovství Evropy. Existence lotyšského národního týmu se dá rozdělit do dvou etap – předválečné a válečné a novodobé po roce 1991, kdy Lotyšsko znovuzískalo nezávislost na SSSR.

## Mistrovství světa
| Rok                                          | Účast                                           | Soupisky |
| -------------------------------------------- | ----------------------------------------------- | -------- |
| 1930                                         | Ne                                              | –        |
| 1934                                         | Ne                                              | –        |
| 1938                                         | Nepostoupili z kvalifikace                      | –        |
| V letech 1940 až 1991 Lotyšsko součástí SSSR |                                                 |          |
| 1994                                         | Nepostoupili z kvalifikace                      | –        |
| 1998                                         | Nepostoupili z kvalifikace                      | –        |
| 2002                                         | Nepostoupili z kvalifikace                      | –        |
| 2006                                         | Nepostoupili z kvalifikace                      | –        |
| 2010                                         | Nepostoupili z kvalifikace                      | –        |
| 2014                                         | Nepostoupili z kvalifikace                      | –        |
| 2018                                         | Nepostoupili z kvalifikace                      | –        |
| 2022                                         | Nepostoupili z kvalifikace                      | –        |
| Celkem                                       | účast – 0× zlato – 0×, stříbro – 0×, bronz – 0× |          |

## Mistrovství Evropy
Seznam zápasů lotyšské fotbalové reprezentace na Mistrovství Evropy
| Rok     | Účast                                           | Soupisky |
| ------- | ----------------------------------------------- | -------- |
| 1996    | Nepostoupili z kvalifikace                      | –        |
| 2000    | Nepostoupili z kvalifikace                      | –        |
| 2004    | Základní skupina                                | soupiska |
| 2008    | Nepostoupili z kvalifikace                      | –        |
| 2012    | Nepostoupili z kvalifikace                      | –        |
| 2016    | Nepostoupili z kvalifikace                      | –        |
| ME 2020 | Nepostoupili z kvalifikace                      | –        |
| ME 2024 | Nepostoupili z kvalifikace                      | –        |
| Celkem  | účast – 1× zlato – 0×, stříbro – 0×, bronz – 0× |          |

## Olympijské hry
- Zlato – 0
- Stříbro – 0
- Bronz – 0